# Danh sách quốc gia châu Đại Dương theo GDP danh nghĩa 2009

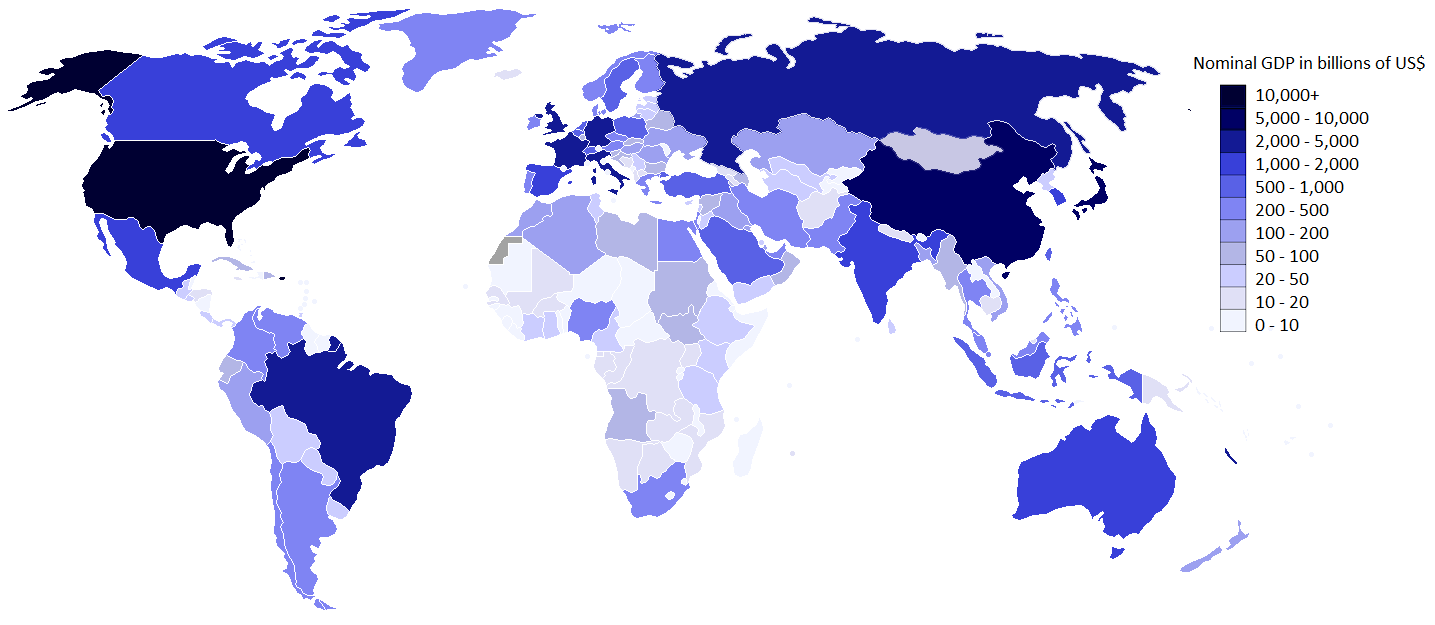
Các quốc gia theo GDP (danh nghĩa) 2009, theo thống kê của CIA Facebook.

Danh sách các quốc gia châu Đại Dương theo GDP danh nghĩa 2009 là bảng thống kê dữ liệu về GDP (danh nghĩa) của 23 quốc gia và vùng lãnh thổ thuộc châu Đại Dương năm 2009. Ngoài các quốc gia độc lập là thành viên của Liên Hợp Quốc, còn có mặt của các vùng lãnh thổ hải ngoại của Anh, Pháp, Hoa Kỳ, Úc và New Zealand như: Quần đảo Bắc Mariana, Guam, Wallis và Futuna, Quần đảo Cook, Niue, Tokelau, Polynesia thuộc Pháp, New Caledonia.
Dữ liệu được trích nguồn từ GDP danh nghĩa được công bố bởi Quỹ tiền tệ Quốc tế - IMF 2009, những vùng lãnh thổ và quốc gia không có dữ liệu từ IMF, được cập nhật từ Ngân hàng Thế giới hay CIA World Facebook cùng năm.
| STT | Quốc gia             | GDP danh nghĩa (triệu USD | Tỉ lệ GDP (danh nghĩa) 2009 so với Việt Nam (%) |
| --- | -------------------- | ------------------------- | ----------------------------------------------- |
| 1   | Australia            | 994.246                   | 1.067,20                                        |
| 2   | New Zealand          | 117.794                   | 126,44                                          |
| 3   | Papua New Guinea     | 7.907                     | 8,49                                            |
| 4   | New Caledonia        | 3.300                     | 3,54                                            |
| 5   | Polynesia thuộc Pháp | 6.100                     | 6,55                                            |
| 6   | Fiji                 | 3.337                     | 3,58                                            |
| 7   | Guam                 | 2.773                     | 2,98                                            |
| 8   | Quần đảo Solomon     | 657                       | 0,71                                            |
| 9   | Quần đảo Bắc Mariana | 633,4                     | 0,68                                            |
| 10  | Vanuatu              | 637                       | 0,68                                            |
| 11  | Samoa                | 558                       | 0,60                                            |
| 12  | Samoa thuộc Mỹ       | 462,2                     | 0,50                                            |
| 13  | Tonga                | 313                       | 0,34                                            |
| 14  | Liên bang Micronesia | 257                       | 0,28                                            |
| 15  | Palau                | 191                       | 0,21                                            |
| 16  | Quần đảo Marshall    | 153                       | 0,16                                            |
| 17  | Kiribati             | 130                       | 0,14                                            |
| 18  | Nauru                | 60                        | 0,06                                            |
| 19  | Wallis và Futuna     | 60                        | 0,06                                            |
| 20  | Tuvalu               | 14,49                     | 0,02                                            |
| 21  | Niue                 | 10,01                     | 0,01                                            |
| 22  | Quần đảo Cook        | 183,2                     | 0,20                                            |
| 22  | Tokelau              | 1,5                       | 0,002                                           |